# Thomas Gasser
Thomas Gasser (* 1958 in Stuttgart) ist ein deutscher Neurowissenschaftler. Er ist bekannt für die Erforschung genetischer Faktoren der Parkinson-Krankheit.

## Werdegang
Nach dem Studium der Humanmedizin an der Universität Stuttgart-Hohenheim (1978–1979) und der Albert-Ludwigs-Universität Freiburg (1979–1985), unterbrochen von einem Auslandsaufenthalt an der Yale University, School of Medicine, 1980–1982, legte Gasser 1985 das medizinische Staatsexamen ab und erhielt seine Approbation als Arzt.
Es folgten Zeiten als Assistenzarzt in der Neurologischen Abteilung des Max-Planck-Instituts für Psychiatrie in München unter der Leitung von Herbert Backmund (1985–1988) und am Klinikum Großhadern der Ludwig-Maximilians-Universität München bei Thomas Brandt (1988–1991, 1993–1996) sowie ein Aufenthalt als Research Fellow am Department of Neurology der Harvard Medical School in den Jahren 1991–1993. 1996 legte Gasser die Facharztprüfung für Neurologie ab und habilitierte sich für das Fach Neurologie.
Anschließend war Gasser Oberarzt an der Neurologischen Klinik des Klinikums Großhadern (1997–2002) und leitete die Forschungseinheit für Molekulare Genetik und die Ambulanz für Bewegungsstörungen der Ludwig-Maximilians-Universität.
Seit 2002 ist Gasser Ärztlicher Direktor der Abteilung Neurologie mit Schwerpunkt Neurodegenerative Erkrankungen am Hertie-Institut für klinische Hirnforschung und der Neurologischen Klinik an der Eberhard Karls Universität Tübingen und seit 2008 auch Vorsitzender des Board of Directors am Zentrum für Neurologie der Universität Tübingen.
Von 2010 bis 2013 war Gasser Standortsprecher für Tübingen des Deutschen Zentrums für Neurodegenerative Erkrankungen und leitet seit 2013 dessen klinische Forschung am Standort Tübingen. Seit 2005 ist er zudem Präsident der Deutschen Gesellschaft für Neurogenetik.

## Forschung
Gasser erforscht vor allem die genetischen und molekularen Grundlagen von neurodegenerativen Erkrankungen und Bewegungsstörungen wie etwa der Parkinsonkrankheit oder der Dystonie. Bei der Untersuchung des Erbguts von betroffenen Familien zeigte sich, dass bestimmte Mutationen des LRRK2-Gens das Risiko für Parkinson erhöhen oder sogar unvermeidbar zum Ausbruch der Krankheit führen. Auch für die nicht-erbliche, „sporadische“ Form der Parkinson-Krankheit zeigten sich Genmutationen als Risikofaktoren relevant.

## Auszeichnungen
- Dingebauer Preis der Deutschen Gesellschaft für Neurologie (2010)[4]
- Klaus-Joachim-Zülch-Preis der Max-Planck-Gesellschaft (2011)[4]
- Aufnahme unter der Matrikel-Nr. 7800 in die Nationale Akademie der Wissenschaften Leopoldina, Sektion Neurowissenschaften (2018)
- Breakthrough Prize in Life Sciences, mit Ellen Sidransky und Andrew Singleton (2024)[5][4]

## Veröffentlichungen (Auswahl)
- mit Elisabeth Leroy, Rebecca Boyer, Mihael H. Polymeropoulos u. a. The ubiquitin pathway in Parkinson's disease. Nature. 1998 Oct 1;395(6701):451-2. doi:10.1038/26652.
- mit Alexander Zimprich, Saskia Biskup, Zbigniew K. Wszolek u. a. Mutations in LRRK2 cause autosomal-dominant parkinsonism with pleomorphic pathology. Neuron. 2004 Nov 18;44(4):601-7. doi:10.1016/j.neuron.2004.11.005.
- mit Ellen Sidransky, Michael A. Nalls, Jan O. Aasly u. a. Multicenter analysis of glucocerebrosidase mutations in Parkinson's disease. N Engl J Med. 2009 Oct 22;361(17):1651-61. doi: 10.1056/NEJMoa0901281.
- mit Javier Simon-Sanchez, Claudia Schulte, Jose M. Bras u. a. Genome-wide association study reveals genetic risk underlying Parkinson's disease. Nat Genet. 2009 Dec;41(12):1308-12. doi:10.1038/ng.487.
- mit Ronald B. Postuma, Daniela Berg, Matthew Stern u. a. MDS clinical diagnostic criteria for Parkinson's disease. Mov Disord. 2015 Oct;30(12):1591-601. doi:10.1002/mds.26424.